# 3. rozdanie nagród Złotych Malin

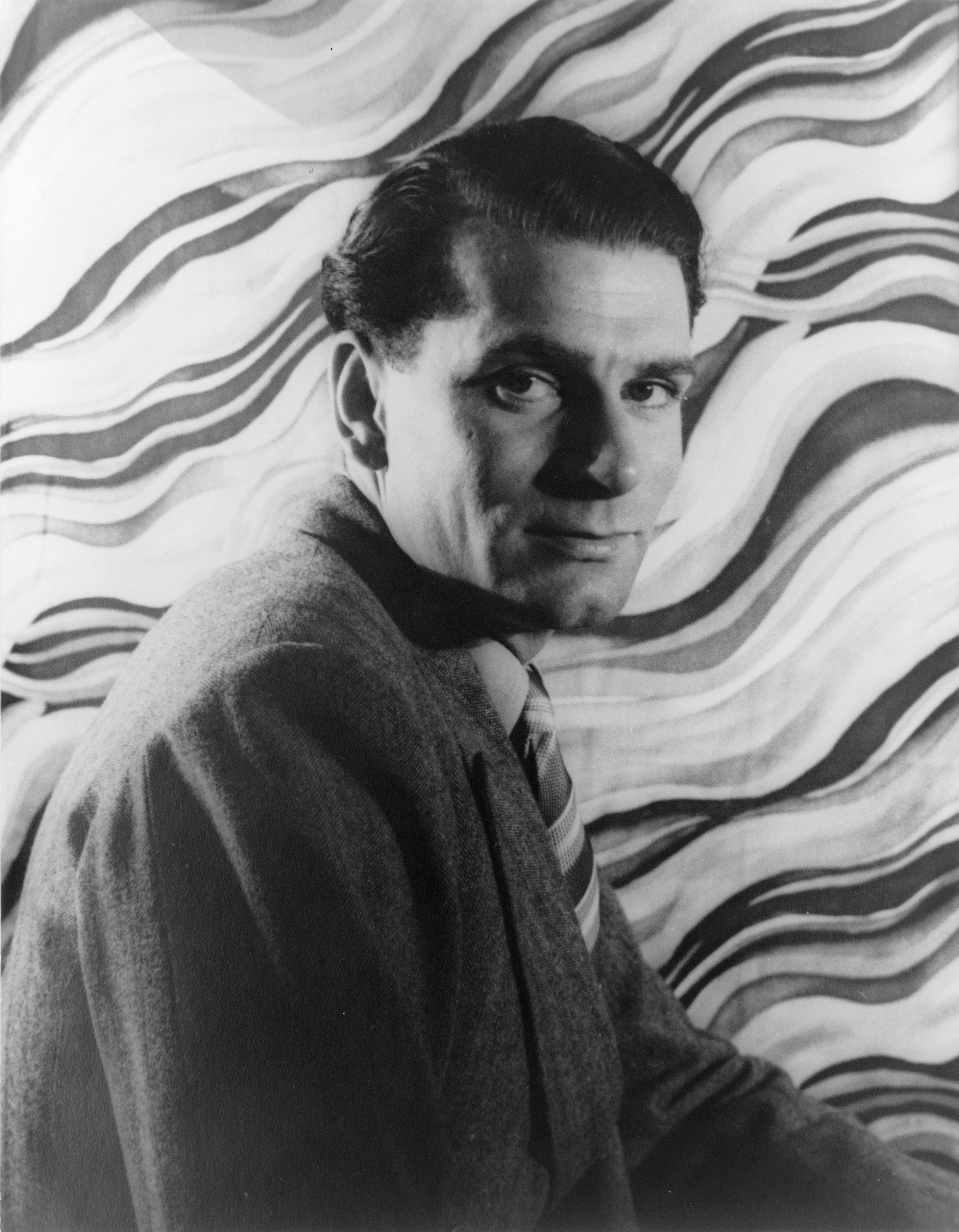
Laurence Olivier, zwycięzca w kategorii "najgorszy aktor" w plebiscycie Złote Maliny 1982.

Złote Maliny przyznane za rok 1982
Nagroda Specjalna: Irwin Allen.
| Kategoria                      | Dla                                         | Za                                                                                   |
| ------------------------------ | ------------------------------------------- | ------------------------------------------------------------------------------------ |
| Najgorszy film                 | Mitsuharu Ishi                              | Inchon                                                                               |
| Najgorszy film                 | Ray Stark                                   | Annie                                                                                |
| Najgorszy film                 | Matt Cimber                                 | Motylek                                                                              |
| Najgorszy film                 | Albert S. Ruddy                             | Megaforce                                                                            |
| Najgorszy film                 | David Joseph                                | Film o piratach                                                                      |
| Najgorszy aktor                | Laurence Olivier                            | Inchon                                                                               |
| Najgorszy aktor                | Arnold Schwarzenegger                       | Conan Barbarzyńca                                                                    |
| Najgorszy aktor                | Willie Aames                                | Chłopak o bombowym wzroku, Raj                                                       |
| Najgorszy aktor                | Christopher Atkins                          | Film o piratach                                                                      |
| Najgorszy aktor                | Luciano Pavarotti                           | Yes, Giorgio                                                                         |
| Najgorsza aktorka              | Pia Zadora                                  | Motylek                                                                              |
| Najgorsza aktorka              | Mia Farrow                                  | Seks nocy letniej                                                                    |
| Najgorsza aktorka              | Kristy McNichol                             | Film o piratach                                                                      |
| Najgorsza aktorka              | Morgan Fairchild                            | Uwiedzenie                                                                           |
| Najgorsza aktorka              | Mary Tyler Moore                            | Sześć tygodni                                                                        |
| Najgorszy aktor drugoplanowy   | Ed McMahon                                  | Motylek                                                                              |
| Najgorszy aktor drugoplanowy   | Orson Welles                                | Motylek                                                                              |
| Najgorszy aktor drugoplanowy   | Ben Gazzara                                 | Inchon                                                                               |
| Najgorszy aktor drugoplanowy   | Michael Beck                                | Megaforce                                                                            |
| Najgorszy aktor drugoplanowy   | Ted Hamilton                                | Film o piratach                                                                      |
| Najgorsza aktorka drugoplanowa | Aileen Quinn                                | Annie                                                                                |
| Najgorsza aktorka drugoplanowa | Rutanya Alda                                | Amityville II: Opętanie                                                              |
| Najgorsza aktorka drugoplanowa | Lois Nettleton                              | Motylek                                                                              |
| Najgorsza aktorka drugoplanowa | Dyan Cannon                                 | Śmiertelna pułapka                                                                   |
| Najgorsza aktorka drugoplanowa | Colleen Camp                                | Uwiedzenie                                                                           |
| Najgorsza reżyseria            | Ken Annakin                                 | The Pirate Movie                                                                     |
| Najgorsza reżyseria            | Terence Young                               | Inchon                                                                               |
| Najgorsza reżyseria            | John Huston                                 | Annie                                                                                |
| Najgorsza reżyseria            | Matt Cimber                                 | Motylek                                                                              |
| Najgorsza reżyseria            | Hal Needham                                 | Megaforce                                                                            |
| Najgorszy scenariusz           | Robin Moore i Laird Koenig                  | Inchon                                                                               |
| Najgorszy scenariusz           | Carol Sobieski                              | Annie                                                                                |
| Najgorszy scenariusz           | John F. Goff, Matt Cimber                   | Motylek                                                                              |
| Najgorszy scenariusz           | Trevor Farrant                              | Film o piratach                                                                      |
| Najgorszy scenariusz           | Norman Steinberg                            | Yes, Giorgio                                                                         |
| Najgorszy debiut aktorski      | Pia Zadora                                  | Motylek                                                                              |
| Najgorszy debiut aktorski      | Aileen Quinn                                | Annie                                                                                |
| Najgorszy debiut aktorski      | Mr. T                                       | Rocky III                                                                            |
| Najgorszy debiut aktorski      | Morgan Fairchild                            | Uwiedzenie                                                                           |
| Najgorszy debiut aktorski      | Luciano Pavarotti                           | Yes, Giorgio                                                                         |
| Najgorsza piosenka             | Terry Britten, B.A. Robertson, Sue Schifrin | „Pumpin' And Blowin’” z filmu Film o piratach                                        |
| Najgorsza piosenka             | Dave Grusin, Marilyn Bergman, Alan Bergman  | „Comin' Home To You (is Like Comin' Home To Milk And Cookies)” z filmu Autor! Autor! |
| Najgorsza piosenka             | Ennio Morricone, Carol Connors              | „It's Wrong For Me To Love You” z filmu Motylek                                      |
| Najgorsza piosenka             | Gail Redd, Mitchell Torok                   | „No Sweeter Cheater Than You” z filmu Honkytonk Man                                  |
| Najgorsza piosenka             | Terry Britten, B.A. Robertson, Sue Shifrin  | „Happy Endings” z filmu Film o piratach                                              |
| Najgorsza muzyka               | Kit Hain                                    | Film o piratach                                                                      |
| Najgorsza muzyka               | Ennio Morricone                             | Motylek                                                                              |
| Najgorsza muzyka               | Jimmy Page                                  | Życzenie śmierci II                                                                  |
| Najgorsza muzyka               | John Williams                               | Jego eminencja                                                                       |
| Najgorsza muzyka               | Ennio Morricone                             | Coś                                                                                  |